# سایوز تی‌ام-۵
سایوز-تی‌ام-۵ (به روسی: Союз )(به معنای اتحاد) یکی از ماموریت‌های اینترکسموس و پنجمین مأموریت سرنشین دار سازمان فضایی شوروی به سمت ایستگاه فضایی میر و یکی از ماموریت‌های بازدید از خدمه سایوز تی‌ام-۴ محسوب می‌شود. ماژول فرود این فضاپیما در هنگام بازگشت به زمین دچار مشکلاتی شد که این مشکلات در ماموریت‌های بعدی اصلاح شد.

## خدمه مأموریت
| شماره | نام                          | ملیت               | تعداد پرواز | نقش عملیاتی | تصویر |
| ۱     | آناتولی سولوویف              | اتحاد جماهیر شوروی | ۱           | فرمانده     |       |
| ۲     | ویکتور ساوینیخ               | اتحاد جماهیر شوروی | ۳           | مهندس پرواز |       |
| ۳     | الکساندر پانایوتف الکساندروف | اتحاد جماهیر شوروی | ۱           | محقق فضایی  |       |